# 朱睦樒
新会王朱睦樒（16世纪—？），明朝新会康惠王朱安渤庶长子，后获罪被废。

## 生平

### 袭封
嘉靖三十九年（1560年），朱睦樒以镇国将军改封长子。嘉靖四十二年（1563年），朱安渤去世。隆庆二年（1568年）四月，由明穆宗派使者持節冊封袭封新会王。
朱睦樒有文采，恣意妄为。朱睦㮮因为有学问被推举为宗正，朱睦樒嫉妒，诬陷朱睦㮮通过进献女儿得到宗正之位，作艳曲让王府学习，讥笑朱睦㮮。

### 被废
巡撫御史褚鈇商议稍減郡王以下歲祿，匀給貧穷宗室，明神宗遣給事中萬象春与周王朱在铤商议。朱睦樒对众人说：「裁祿之謀起於睦㮮。」说这是齐泰、黄子澄复出了，聚集一千多名周藩宗室群殴朱睦㮮并撕裂其衣冠，拔掉他的头发和胡须。萬象春及河南撫按官楊一魁上告其事。调查发现系朱睦樒唆使，朱睦樒也犯有其他罪行。万历十一年（1583年）十月，由撫按開列罪狀，詔革朱睦樒為庶人，發凤阳高墻居住。十二年（1584年）二月，朱睦樒以“兇險貪暴、挾眾抗旨”罪名革为庶人，发高墙囚禁。
万历十五年（1587年）七月，周藩海陽王府狂男子朝唯詣闕上十事，其中一条是“取冤王”，想让朱睦樒脱罪。明神宗同意了一些其他的建议，但不同意“取冤王”。